# Listă de planoare din Cehoslovacia
Aceasta este o listă de planoare construite în toată lumea, cât și întreprinderile care au construit aceste planoare.

## Diverși constructori cehoslovaci
Date din:
- LET L-13 Blanik – Let Kunovice – Dlouhý, Karel